# Заворушення в Південно-Африканській Республіці (2021)
Серія заворушень та акцій протесту в Південно-Африканській Республіці почалася ввечері 9 липня 2021 року в провінції Квазулу-Наталь. Увечері 11 липня 2021 року заворушення також поширилися на провінцію Гаутенг. Заворушення почалися у відповідь на арешт колишнього президента ПАР Джейкоба Зуми за неповагу до суду через його відмови дати свідчення комісії, яка розслідує звинувачення в корупції. Спочатку заворушення були акціями протестів прихильників Зуми в Квазулу-Натале, але пізніше вони переросли в широкомасштабні грабежі та акти насильства в провінціях Квазулу-Наталь і Гаутенг. Станом на 22 липня в заворушеннях загинуло 337 людини і 3407 були заарештовані.

## Передісторія

### Економіка
Понад половина населення ПАР живе за межею бідності, при цьому рівень безробіття становить 32 %. Економічний спад, викликаний пандемією COVID-19, збільшив кризу.

### Судова тяжба Джейкоба Зуми
Колишній президент ПАР Джейкоб Зума був звинувачений в корупції в березні 2018 року, в основному у зв'язку з операцією з постачання зброї на 30 мільярдів рандів. Відтоді тривала судова тяганина. Юристи Зуми просили надати більше часу, щоб підготуватися та спробувати спростувати звинувачення. Під час судового розгляду Зума неодноразово був відсутній у суді з медичних та фінансових причин. Справа була передана до Конституційного суду ПАР.

### Арешт Джейкоба Зуми
29 червня 2021 року Джейкоб Зума був засуджений до 15 місяців тюремного ув'язнення за неповагу до суду після того, як відмовився з'явитися до комісії, призначеної урядом для розслідування передбачуваної корупції протягом його дев'яти років перебування на посаді президента. 4 липня поліція повинна була заарештувати Зуму, проте 3 липня суд погодився розглянути його заяву 12 липня. Потім Південно-Африканській поліцейській службі наказали заарештувати Зуму до 7 липня 2021 роки, якщо він відмовиться здаватися. Його прихильники зібралися біля його будинку зі зброєю, щоб зупинити арешт, але 7 липня Зума здався поліції і був відправлений до виправної установи «Есткур Центр». 8 липня 2021 року міністр юстиції та виправних установ Рональд Ламоль оголосив, що Зума матиме право на умовно-дострокове звільнення після відбуття чверті свого 15-місячного терміну.
Зума оскаржив своє затримання 9 липня у Верховному суді Пітермаріцбурзі за станом здоров'я, але оскарження відхилили. Арешт Зуми викликав жорстокі протести з боку його прихильників в Квазулу-Натале. Гасло протестувальників говорить: «Free Jacob Zuma and shut down KZN».

## Заворушення
9 липня 2021 року, того ж дня, коли Верховний суд Квазулу-Натала залишив чинним обвинувальний вирок і вирок до тюремного ув'язнення Джейкоба Зуми, почалися заворушення. Широко поширені повідомлення про публічне насильство, крадіжки зі зломом, зловмисне пошкодження майна було зареєстровано в деяких частинах Квазулу-Натала. Щонайменше 28 осіб було заарештовано, а шосе — перекрито. Заворушення продовжилися увечері 11 липня 2021 року, коли кілька джерел повідомили про постріли та вибухи в місцевих торгових центрах і житлових районах. Насильство швидко загострилося, і до ранку 12 липня 2021 року, декілька компаній і торгових центрів були змушені закритися через масові грабежів та насильства. Станом на 13 липня 72 людини загинули внаслідок заворушень, а 1234 були заарештовані.

### Підбурювання
Дочка Джейкоба Зуми Дудузіле Зума-Самбудла входить до тих, хто заохочував грабежі і насильство, щоб домогтися звільнення її батька. За словами державного міністра безпеки Аяндо Длодло, влада розслідує інформацію про те, чи будуть колишні працівники Агентства державної безпеки і члени ANC, пов'язані з Джейкобом Зумою, відповідальні за розпалювання недавнього насильства в провінціях Квазулу-Наталь і Гаутенг. Міністр поліції Бхекі Челе додав, що група безпеки відстежує від десяти до дванадцяти чоловік, які розпалювали безлади через соціальні мережі. Повідомляється, що колишній глава спецпідрозділу Агентства державної безпеки і вірний прихильник Зуми Тулані Дломо також перебуває під слідством за звинуваченням у розпалюванні заворушень.

### Придушення
Спочатку Південно-Африканська поліцейська служба була розгорнута в районі Нкандла для контролю кількості заворушень в цьому районі. 10 і 11 липня поліцейська служба стримувала широкомасштабні грабежі і навмисні руйнування інфраструктури. На уряд чинився тиск з метою розгорнути армію проти учасників заворушень.
Уранці 12 липня 2021 року в Гаутенг і Квазулу-Натале були розгорнуті Збройні сили Південно-Африканської Республіки.

## Реакція

### Усередині ПАР
12 липня 2021 року президент ПАР Сиріл Рамафоса звернувся до протестувальників, заявивши, що акти громадського насильства «рідко спостерігаються» в демократичній Південній Африці. Рамафоса назвав заворушення опортуністичними актами насильства, пославшись на відсутність невдоволення або будь-яких інших політичних причин, які можуть виправдати руйнування протестувальників. У своїй промові він особливо відзначив Конституцію ПАР, яка гарантує право кожного на самовираження, але заявив, що жертвами розгортається насильства є робітники, водії вантажівок, власники бізнесу, які нічого протизаконного не робили. Рамафоса також обговорив вплив заворушень на поширення COVID-19 у країні. Він зазначив, що в подальшому економіка ПАР зіткнеться з проблемами через відсутність продовольчої і лікарської безпеки в результаті заворушень. Також обговорювалося розгортання Південно-Африканських національних сил оборони для надання допомоги в припиненні заворушень.
Того ж дня Конституційний суд ПАР відхилив позов Джейкоба Зуми про скасування вироку до тюремного ув'язнення. Згідно з рішенням суду, Зума повинен залишатися у в'язниці.
Лідер опозиційної партії «Демократичний альянс» Джон Стінхейзен оголосив, що партія висуне кримінальні звинувачення проти дітей Джейкоба Зуми, Дудузане Зуми і Дудузіле Зума-Самбудли, а також лідера Борців за економічну свободу Джуліуса Малема за коментарі в соціальних мережах, що підбурюють до насильства і грабежів. Лідер ActionSA Герман Машаба оголосив окремий колективний судовий позов проти уряду і ANC за невжиття оперативних заходів з боротьби з заворушеннями і грабежами. Машаба заяви: «Ми вважаємо, що існує більш ніж достатня судова практика, яка заслуговує серйозного випробування і допомагає нам залучити уряд до відповідальності за його навмисну нездатність забезпечити належне правозастосування та захист життя, засобів до існування і власності».

### Міжнародна
13 липня 2021 року голова Комісії Африканського союзу Мусса Факі опублікував заяву, у якій засудила насильство в ПАР. Він також попередив, що заворушення всередині країни можуть загрожувати стабільності в усьому регіоні. Організація Об'єднаних Націй у Південній Африці також засудила насильство і висловила підтримку уряду. Міністр закордонних справ Індії Субраманьям Джайшанкар у телефонній розмові з міністром закордонних справ ПАР Наледі Пандор висловив занепокоєння у зв'язку з повідомленнями про індійських погромах.

## Наслідки

### Негативний вплив на логістику
Контейнерним портам Річардс-Бей і Дурбан довелося припинити роботу. Контейнери в порту Дурбан були розграбовані. Після кількох нападів на вантажівки було прийнято рішення закрити 10 липня автомагістраль N3, яка пов'язує порт Дурбан з Йоханнесбургом. Кілька логістичних і паливних компаній заявили про примусове тимчасове закриття своїх операцій в Квазулу-Наталь, пославшись на побоювання з приводу триваючих грабежів, викрадень, підпалів вантажівок і соціальних заворушень, які можуть ще більше вплинути на бізнес-операції, що збільшить витрати на усунення пошкоджень, викликані ними.

Вплив заворушень на дорожні мережі
Позначення:
Закрита дорога
Дорога, охоплена протестами

### Нестача їжі
Пошкодження транспортної інфраструктури призвело до нестачі продуктів харчування, появи черг у продуктових магазинів і перешкоджання збору і розподілу свіжих продуктів.

### Економічні збитки
12 липня південноафриканський ранд впав на 2 %, що є максимумом з 25 лютого. Ґрунтуючись на попередньому аналізі, проведеному 13 липня, Асоціація страхування особливих ризиків ПАР підрахувала, що загальні втрати через збитки і грабежів можуть скласти «мільярди рандів». На брифінгу 14 липня в Дурбані, мер муніципалітету Етеквіні оголосив, що було порушено до 45 000 підприємств та 129 000 робітників. Також було згадано те, що було потрібно 16 мільярдів рандів, щоб відшкодувати збиток від пошкоджень майна та обладнання.

### Знищення приватної власності
До 12 липня було розграбовано більше 200 торгових центрів, у тому числі кілька в Совето. 14 липня Аптечний рада ПАР заявив, що 90 аптек були повністю знищені, причому більша частина з них постраждала в Квазулу-Натале. ICASA оголосило, що 113 мережевих вишок піддалися вандалізму, що призвело до порушення роботи стільникових мереж.

### Уповільнення вакцинації від COVID-19
Після розграбування і руйнування власності кількох пунктів вакцинації проти COVID-19, їм довелося закритися, щоб запобігти спустошенню і знищення майна. Ці запобіжні заходи сповільнили розгортання вакцинації для боротьби з третьою хвилею інфекції.